# Catapaguropsis queenslandica
Catapaguropsis queenslandica is een tienpotigensoort uit de familie van de Paguridae. De wetenschappelijke naam van de soort is voor het eerst geldig gepubliceerd in 2006 door Lemaitre & McLaughlin.